# バドゥ・エンディアイェ
パパ・アリウヌ・エンディアイェ（Papa Alioune Ndiaye，1990年10月27日 - ）は、セネガル・ダカール出身のサッカー選手。セネガル代表。アダナ・デミルスポル所属。ポジションは、ミッドフィールダー。

## 経歴
陸軍将校の父と理科教師の母との間に生まれた。
2012年、レンタルでノルウェーのFKボデ/グリムトに入団。2013シーズン開幕前に完全移籍に移行した。このシーズンのアデコリーガエン優勝&エリテセリエン昇格に貢献し、チームの年間ベスト選手に選ばれた。
2015年8月5日、トルコのオスマンルスポルFKに移籍。
2018年1月31日、ストーク・シティFCに移籍した。移籍金は1600万ユーロ、契約期間は4年半。
2020年1月4日、トラブゾンスポル・クラブに買取オプション付レンタルで移籍した。
2020-21シーズンはファティ・カラギュムリュクSKにレンタルで移籍した。
2021年2月にレンタルを打ち切り、サウジアラビアのアル・アインFCにレンタルで移籍した。
2021年7月22日、アリス・テッサロニキに3年契約で移籍した。

## 代表歴

### 出場大会
- セネガル代表
  - 2018 FIFAワールドカップ

### 試合数
- 国際Aマッチ 32試合 2得点（2015年-2020年）[6]

| セネガル代表 | 国際Aマッチ | 国際Aマッチ |
| 年           | 出場        | 得点        |
| ------------ | ----------- | ----------- |
| 2015         | 1           | 0           |
| 2016         | 2           | 0           |
| 2017         | 11          | 1           |
| 2018         | 5           | 0           |
| 2019         | 11          | 1           |
| 2020         | 2           | 0           |
| 通算         | 32          | 2           |

### 得点
| No | 開催日         | 会場                                 | 対戦国       | スコア | 結果 | 試合概要                           |
| -- | -------------- | ------------------------------------ | ------------ | ------ | ---- | ---------------------------------- |
| 1. | 2017年1月11日  | スタッド・ミュニシパル・デ・キンテレ | コンゴ共和国 | 2–0    | 2–0  | 親善試合                           |
| 2. | 2019年11月17日 | マブソスポーツセンター               | エスワティニ | 4–1    | 4–1  | アフリカネイションズカップ2021予選 |

## タイトル
ガラタサライ
- スュペル・リグ：2018-19
- テュルキエ・クパス：2018-19

トラブゾンスポル
- テュルキエ・クパス：2019-20